# Ross Halfin

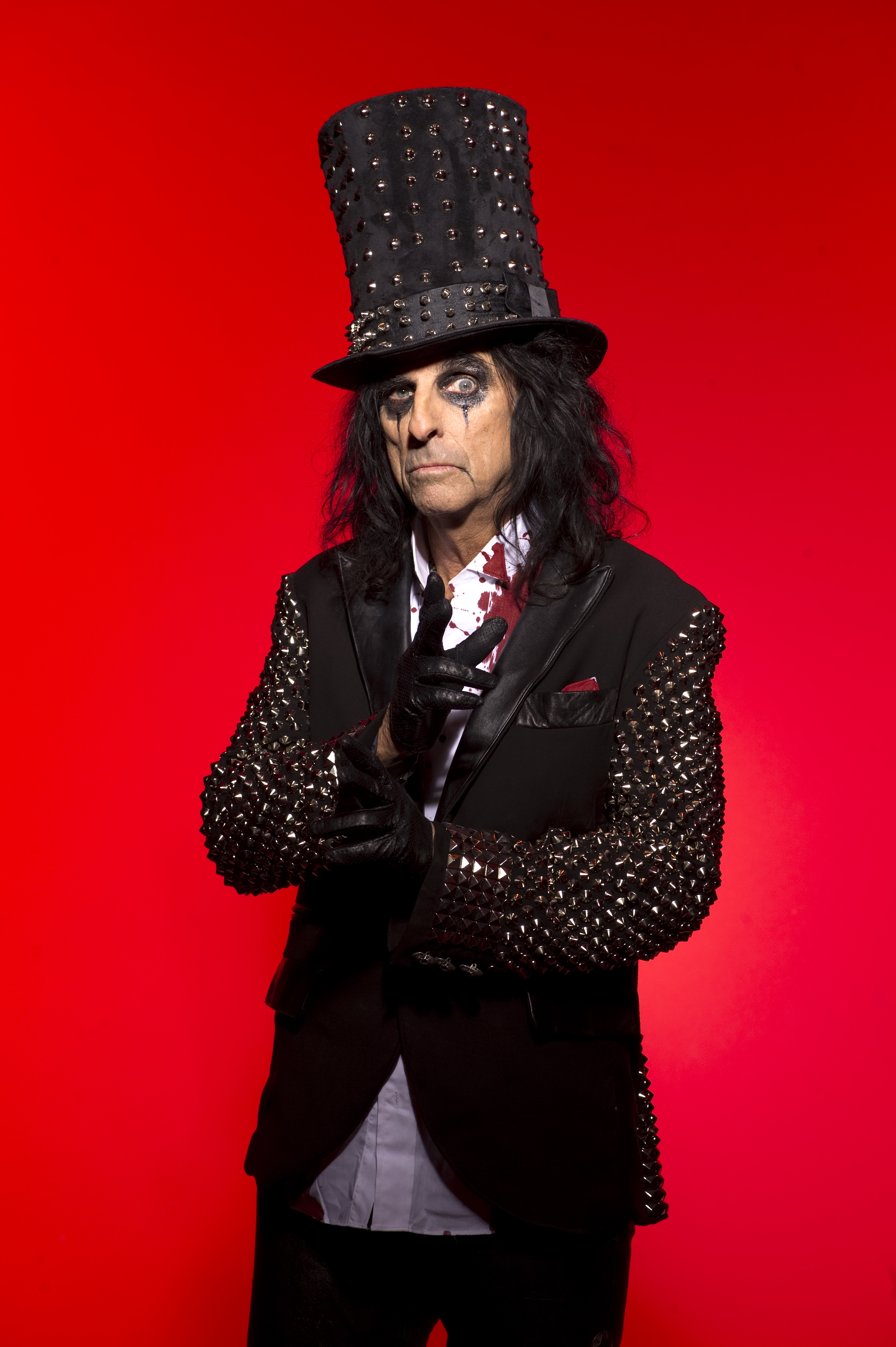
Zdjęcie Alice Coopera autorstwa Rossa Halfina, 2011

Ross W Halfin (ur. 11 sierpnia 1957) – brytyjski fotograf wykonawców rockowych. Karierę rozpoczął w czasopiśmie Sounds w latach 70. XX wieku, fotografując wykonawców sceny punkowej, w tym The Clash, The Jam, The Sex Pistols, 999 i The Adverts. Po nawiązaniu współpracy z Geoffem Bartonem i Peterem Makowskim, Halfin przeniósł się do Stanów Zjednoczonych, gdzie głównie pracował z wykonawcami takimi, jak AC/DC, UFO, Rush, Journey, Aerosmith, czy Black Sabbath.
Halfin, wraz z Bartonem, założył w roku 1980 czasopismo Kerrang!, publikując w nim fotografie wykonawców muzycznych z tego okresu. Jeździł w trasy koncertowe z takimi wykonawcami, jak Metallica, Iron Maiden, Def Leppard, Mötley Crüe, Van Halen, Aerosmith, The Black Crowes, Ozzy Osbourne, Kiss, Soundgarden, Queens of the Stone Age, czy The Mars Volta.